# Anno 1701: Dawn of Discovery
Anno 1701: Dawn of Discovery è un gioco di gestione uscito l'8 giugno 2007 per Nintendo DS. 

## Modalità di gioco
Il gioco si può svolgere secondo tre modalità principali: la modalità storia, il gioco continuo e il multigiocatore. Il giocatore inizialmente è tenuto ad esplorare il territorio tramite l'utilizzo di una nave al fine di determinare l'ubicazione di un'isola reputata maggiormente idonea alle proprie esigenze. Successivamente sarà possibile fondare un nuovo insediamento urbano. I cittadini esprimeranno il desiderio di soddisfare esigenze differenti da quelle iniziali con il progresso del gioco.